# فال بيتين
فال بيتين (بالإنجليزية: Val Bettin)‏ مواليد 1 أغسطس 1923 في لاكروس، الولايات المتحدة، هو ممثل أمريكي بدأ مسيرته الفنية سنة 1953.

## الأعمال
- مغامرات المخبر الشجاع
- ويبستر
- عودة جعفر
- علاء الدين
- علاء الدين وملك اللصوص
- الكراغل
- الكراغل
- شريك
- مكان ما في الزمن

## روابط خارجية
- فال بيتين على موقع IMDb (الإنجليزية)
- فال بيتين على موقع قاعدة بيانات الفيلم (الإنجليزية)